# World Tour w siatkówce plażowej 2014
World Tour w siatkówce plażowej 2014 to cykl turniejów piłki siatkowej organizowany przez FIVB. Turnieje Open wracają do kalendarza rozgrywek, co sprawia, że od tego sezonu World Tour obejmuje 10 turniejów Grand Slam, 10 turniejów Open. Planowane na październik Phuket Open zostało odwołane z powodu napiętej sytuacji politycznej w Tajlandii. W późniejszym terminie również turnieje La Réunion Open i Chennai Open również zostały odwołane.

## Zawody

### Klasyfikacja turniejów
| Grand Slam |
| Open       |

### Mężczyźni
| Turniej                                                             | 1 miejsce                                                     | 2 miejsce                                 | 3 miejsce                                              | 4 miejsce                               |
| ------------------------------------------------------------------- | ------------------------------------------------------------- | ----------------------------------------- | ------------------------------------------------------ | --------------------------------------- |
| Fuzhou Open Fuzhou, Chiny 22 – 26 kwietnia                          | Paolo Nicolai Daniele Lupo 21–17, 16–21, 15–13                | Alison Cerutti Bruno Oscar Schmidt        | Jon Stiekema Christiaan Varenhorst 17–21, 26–24, 16–14 | Aleksandrs Samoilovs Jānis Šmēdiņš      |
| Shanghai PPTV Grand Slam Szanghaj, Chiny 29 kwietnia – 3 maja       | Paolo Nicolai Daniele Lupo 24–26, 21–18, 15–12                | Aleksandrs Samoilovs Jānis Šmēdiņš        | Jonathan Erdmann Kay Matysik 15–21, 21–19, 15–10       | Emanuel Rego Pedro Solberg Salgado      |
| Puerto Vallarta Open Puerto Vallarta, Meksyk 6 – 10 maja            | Aleksandrs Samoilovs Jānis Šmēdiņš 21–19, 21–15               | Paolo Ingrosso Matteo Ingrosso            | Juan Virgen Lombardo Ontiveros 21–16, 18–21, 21–19     | Finn Dittelbach Eric Koreng             |
| Anapa Open Anapa, Rosja 28 maja – 1 czerwca                         | Mārtiņš Pļaviņš Aleksandrs Solovejs 21–16, 24–26, 15–13       | Konstantin Semenov Viacheslav Krasilnikov | Philip Gabathuler Mirco Gerson 16–21, 21–17, 16–14     | Sébastien Chevallier Alexei Strasser    |
| Moscow Grand Slam Moskwa, Rosja 11 – 15 czerwca                     | Konstantin Semenov Viacheslav Krasilnikov 23–21, 21–17        | Grzegorz Fijałek Mariusz Prudel           | Phil Dalhausser Sean Rosenthal 21–19, 15–21, 15–11     | Paolo Nicolai Daniele Lupo              |
| Berlin smart Grand Slam Berlin, Niemcy 18 – 22 czerwca              | John Hyden Tri Bourne 21–17, 21–11                            | Ryan Doherty Nicholas Lucena              | Alison Cerutti Bruno Oscar Schmidt 21–13, 21–12        | Emanuel Rego Pedro Solberg Salgado      |
| Stavanger Grand Slam Stavanger, Norwegia 25 – 29 czerwca            | Phil Dalhausser Sean Rosenthal 21–16, 21–16                   | Ricardo Santos Álvaro Morais Filho        | Philip Gabathuler Mirco Gerson 28–30, 21–19, 15–9      | Alexey Sidorenko Alexandr Dyachenko     |
| Gstaad Grand Slam Gstaad, Szwajcaria 9 – 13 lipca                   | Phil Dalhausser Sean Rosenthal 21–17, 21–17                   | Alison Cerutti Bruno Oscar Schmidt        | Ryan Doherty Nicholas Lucena 21–19, 21–16              | Jonathan Erdmann Kay Matysik            |
| The Hague Transavia Grand Slam Haga, Holandia 15 – 20 lipca         | Grzegorz Fijałek Mariusz Prudel 21–18, 13–21, 15–13           | Phil Dalhausser Sean Rosenthal            | Emanuel Rego Pedro Solberg Salgado 12–21, 21–16, 15–11 | Alison Cerutti Bruno Oscar Schmidt      |
| Long Beach Grand Slam Long Beach, Stany Zjednoczone 22 – 27 lipca   | Phil Dalhausser Sean Rosenthal 22–24, 21–17, 15–9             | Grzegorz Fijałek Mariusz Prudel           | Todd Rogers Theo Brunner 21–17, 18–21, 15–12           | Alexander Walkenhorst Stefan Windscheif |
| Klagenfurt A1 Grand Slam Klagenfurt, Austria 30 lipca – 3 sierpnia  | Alison Cerutti Bruno Oscar Schmidt 21–14, 21–17               | Paolo Nicolai Daniele Lupo                | Isaac Kapa Christopher McHugh 24–22, 21–17             | Aleksandrs Samoilovs Jānis Šmēdiņš      |
| Stare Jablonki Grand Slam Stare Jabłonki, Polska 20 – 24 sierpnia   | Pedro Solberg Salgado Álvaro Morais Filho 15–21, 21–17, 15–12 | Aleksandrs Samoilovs Jānis Šmēdiņš        | Jake Gibb Casey Patterson 23–21, 21–18                 | Clemens Doppler Alexander Horst         |
| São Paulo Grand Slam São Paulo, Brazylia 23 – 28 września           | Reinder Nummerdor Christiaan Varenhorst 21-17, 21–13          | Ricardo Santos Emanuel Rego               | Bartosz Łosiak Piotr Kantor 21-19, 18-21, 15-12        | Josh Binstock Sam Schachter             |
| Xiamen Open Xiamen, Chiny 7 – 11 października                       | Youssef Krou Édouard Rowlandson 22-20, 19-21, 51-12           | Francisco Alfredo Marco Christian García  | Nikita Liamin Dmitri Barsouk 21-18, 21-15              | Theo Brunner John Mayer                 |
| Paraná Open Paraná, Argentyna 28 października – 2 listopada         | Josh Binstock Sam Schachter 21-14, 21-12                      | Esteban Grimalt Marco Grimalt             | Chaim Schalk Ben Saxton 21-15, 21-10                   | Sebastian Fuchs Thomas Kaczmarek        |
| Doha Open Doha, Katar 4 – 8 listopada                               | Tim Holler Jonas Schröder 21-18, 21-13                        | Josh Binstock Sam Schachter               | Youssef Krou Édouard Rowlandson 21-15, 21-15           | Ruslan Bykanov Sergey Prokopyev         |
| Mangaung Open Mangaung, Republika Południowej Afryki 9 – 14 grudnia | Reinder Nummerdor Christiaan Varenhorst 21-18, 21-18          | Esteban Grimalt Marco Grimalt             | Youssef Krou Édouard Rowlandson 21-16, 21-17           | Sebastian Fuchs Thomas Kaczmarek        |

### Kobiety
| Turniej                                                             | 1 miejsce                                              | 2 miejsce                                    | 3 miejsce                                                 | 4 miejsce                                    |
| ------------------------------------------------------------------- | ------------------------------------------------------ | -------------------------------------------- | --------------------------------------------------------- | -------------------------------------------- |
| Fuzhou Open Fuzhou, Chiny 23 – 27 kwietnia                          | April Ross Kerri Walsh Jennings 21–11, 21–18           | Maria Antonelli Juliana Felisberta           | Xue Chen Xia Xinyi 21–19, 21–18                           | Maria Clara Salgado Carolina Solberg Salgado |
| Shanghai PPTV Grand Slam Szanghaj, Chiny 30 kwietnia – 4 maja       | Laura Ludwig Kira Walkenhorst 23–21, 19–21, 15–9       | Wang Fan Yue Yuan                            | Ágatha Bednarczuk Bárbara Seixas 21–17, 21–14             | Talita Antunes Taiana Lima                   |
| Puerto Vallarta Open Puerto Vallarta, Meksyk 7 – 11 maja            | Ágatha Bednarczuk Bárbara Seixas 21–19, 21–18          | Maria Antonelli Juliana Felisberta           | Xue Chen Xia Xinyi 21–12, 18–21, 15–13                    | Chantal Laboureur Julia Sude                 |
| Prague Open Praga, Czechy 21 – 25 maja                              | Kristýna Kolocová Markéta Sluková 21–18, 16–21, 15–12  | Katrin Holtwick Ilka Semmler                 | Laura Ludwig Kira Walkenhorst 21–18, 17–21, 15–5          | Doris Schwaiger Stefanie Schwaiger           |
| Anapa Open Anapa, Rosja 27 – 31 maja                                | Victoria Bieneck Julia Großner 22–20, 21–19            | Ekaterina Syrtseva Alexandra Moiseeva        | Evgenia Ukolova Maria Prokopeva 21–19, 23–21              | Angela Lobato Paula Soria                    |
| Moscow Grand Slam Moskwa, Rosja 11 – 15 czerwca                     | April Ross Kerri Walsh Jennings 21–17, 22–24, 15–13    | Talita Antunes Taiana Lima                   | Madelein Meppelink Marleen van Iersel 21–19, 18–21, 15–12 | Liliana Fernández Elsa Baquerizo             |
| Berlin smart Grand Slam Berlin, Niemcy 17 – 22 czerwca              | Kristýna Kolocová Markéta Sluková 21–14, 18–21, 15–12  | Maria Antonelli Juliana Felisberta           | Karla Borger Britta Büthe 21–10, 21-19                    | Wang Fan Yue Yuan                            |
| Stavanger Grand Slam Stavanger, Norwegia 24 – 28 czerwca            | April Ross Kerri Walsh Jennings 21–12, 21–15           | Liliana Fernández Elsa Baquerizo             | Natália Dubovcová Dominika Nestarcová 21–19, 16–21, 15–12 | Madelein Meppelink Marleen van Iersel        |
| Gstaad Grand Slam Gstaad, Szwajcaria 8 – 13 lipca                   | Katrin Holtwick Ilka Semmler 24–22, 21–16              | Karla Borger Britta Büthe                    | Kristýna Kolocová Markéta Sluková 27–25, 21–19            | Maria Antonelli Juliana Felisberta           |
| The Hague Transavia Grand Slam Haga, Holandia 15 – 20 lipca         | Taiana Lima Fernanda Alves 21–16, 16–21, 15–12         | Katrin Holtwick Ilka Semmler                 | Maria Antonelli Juliana Felisberta 21–13, 21–14           | Kristýna Kolocová Markéta Sluková            |
| Long Beach Grand Slam Long Beach, Stany Zjednoczone 22 – 27 lipca   | April Ross Kerri Walsh Jennings 21–17, 21–17           | Ágatha Bednarczuk Bárbara Seixas             | Natália Dubovcová Dominika Nestarcová 21–19, 12–21, 15–13 | Liliana Fernández Elsa Baquerizo             |
| Klagenfurt A1 Grand Slam Klagenfurt, Austria 29 lipca – 2 sierpnia  | Larissa França Talita Antunes 22–20, 21–19             | Maria Antonelli Juliana Felisberta           | Ágatha Bednarczuk Bárbara Seixas 21–18, 21–18             | Marta Menegatti Viktoria Orsi Toth           |
| Stare Jablonki Grand Slam Stare Jabłonki, Polska 19 – 23 sierpnia   | Larissa França Talita Antunes 21–14, 19–21, 16–14      | Laura Ludwig Julia Sude                      | Katrin Holtwick Ilka Semmler 21–17, 21–16                 | Taiana Lima Fernanda Alves                   |
| São Paulo Grand Slam São Paulo, Brazylia 23 – 28 września           | Larissa França Talita Antunes 18-21, 23–21, 21-19      | Marta Menegatti Viktoria Orsi Toth           | Madelein Meppelink Marleen van Iersel 21–15, 21–14        | Maria Clara Salgado Carolina Solberg Salgado |
| Xiamen Open Xiamen, Chiny 8 – 12 października                       | Maria Antonelli Juliana Felisberta 20-22, 21-17, 15-13 | Wang Fan Yue Yuan                            | Tealle Hunkus Kendra Vanzwieten 21–12, 21–15              | Vassiliki Arvaniti Maria Tsiartsiani         |
| Paraná Open Paraná, Argentyna 28 października – 2 listopada         | Larissa França Talita Antunes 21–16, 21-17             | Maria Clara Salgado Carolina Solberg Salgado | Liliane Maestrini Rebecca Silva 21–8, 21–16               | Irene Hester Caitlin Ledoux                  |
| Mangaung Open Mangaung, Republika Południowej Afryki 9 – 14 grudnia | Martina Bonnerová Barbora Hermannová 21–15, 21-17      | Takemi Nishibori Sayaka Mizoe                | Evgenia Ukolova Maria Prokopeva 21–17, 20-22, 15-12       | Lane Carico Kimberly Dicello                 |